# Synagoge (Speyer)

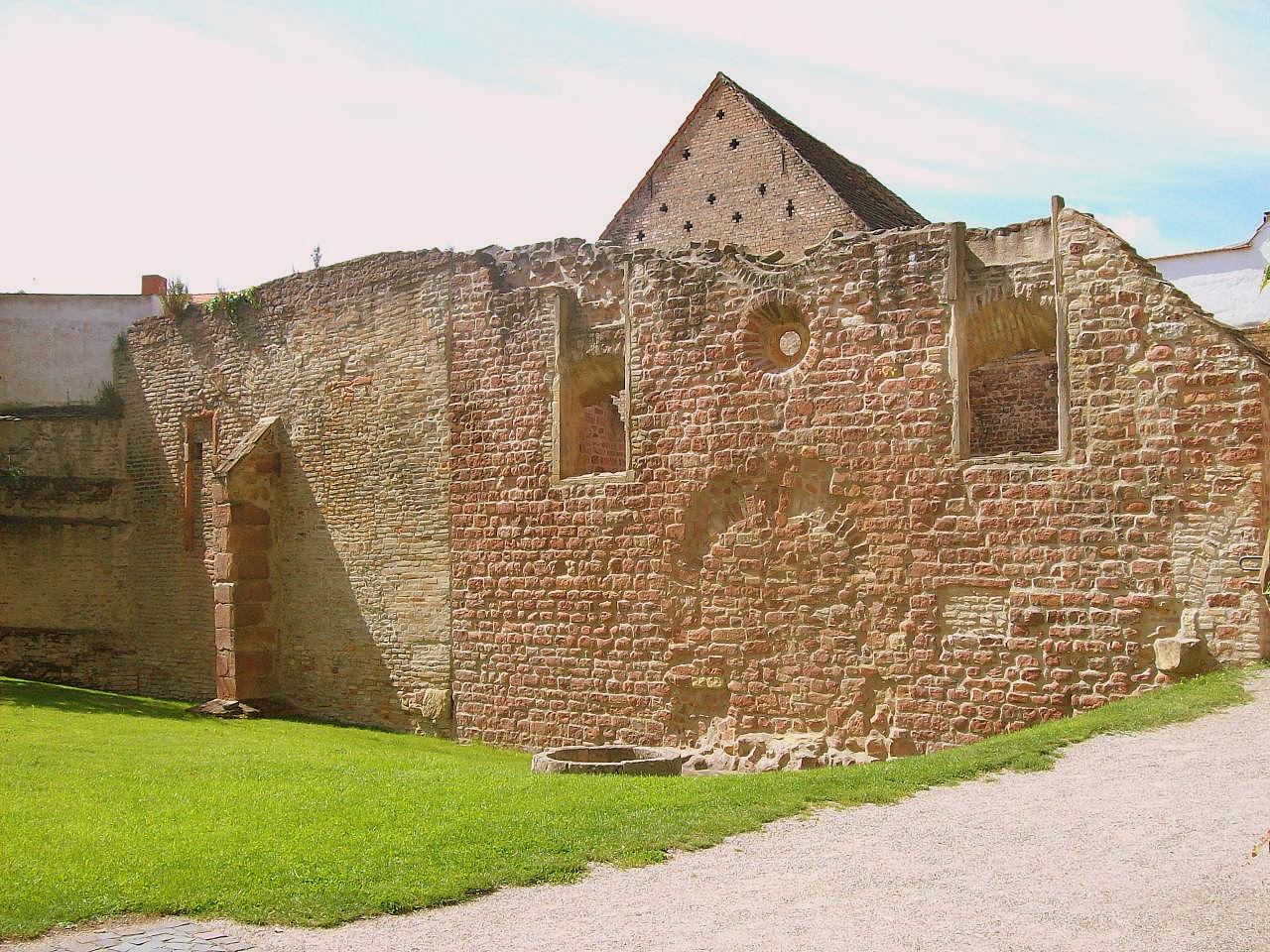
Blick von außen auf die Ostwand

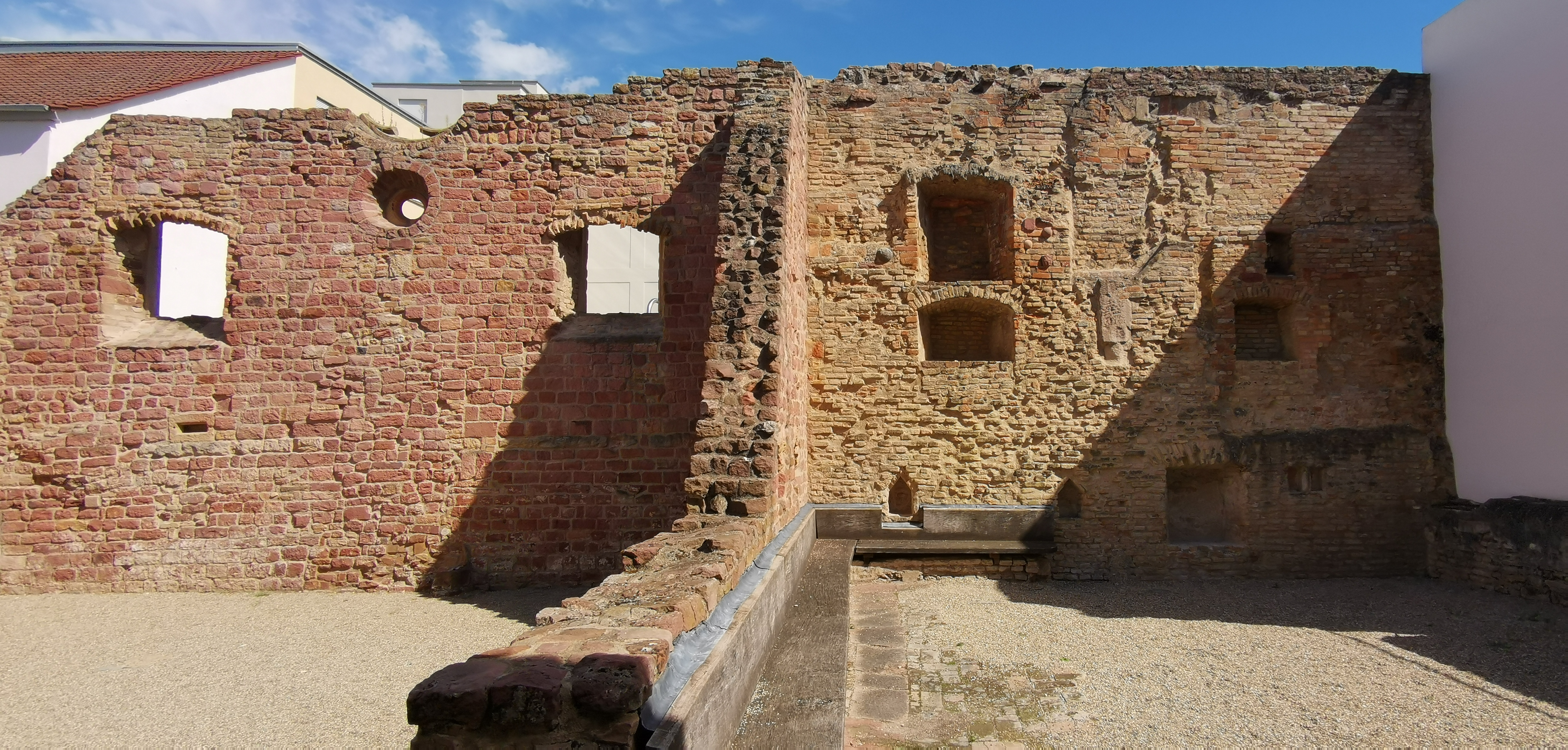
Blick aus dem Innern auf die Ostwand: links die Männer-, rechts die Frauensynagoge, dazwischen die Trennwand

Die historische Synagoge von Speyer wurde am Anfang des 12. Jahrhunderts errichtet und war die zweite Synagoge in Speyer. Die Gemeinde wurde im Laufe des 15. Jahrhunderts vertrieben und das Gebäude im Pfälzischen Erbfolgekrieg 1689 bis auf die Außenmauern zerstört. Heute gehört die Ruine im Rahmen der SchUM-Stätten zum Welterbe der UNESCO.

## Geschichte

### Erste Synagoge
Die Jüdische Gemeinde Speyer entstand 1084, als ein erheblicher Teil der Jüdischen Gemeinde Mainz nach Speyer floh, weil dort das jüdische Viertel abgebrannt war, die Gemeinde von Mainzer Mitbürgern bedroht worden und ein prominentes Mitglied der Jüdischen Gemeinde Worms dort einem Raubmord zum Opfer gefallen war. Rüdiger Huzmann, Bischof von Speyer, sah den Zuzug als willkommene Ergänzung seiner Stadtgründung. Er gab den Juden eine Siedlungsfläche vor der Stadt und errichtete darum herum eine Mauer zu ihrem Schutz. Dort entstand auch eine erste Synagoge, die für 1096 bezeugt ist. Bei dem Pogrom von 1096 in Speyer erwies sich die Sicherheitslage in der Vorstadt als so ungenügend, dass Bischof Johannes I. noch 1096 oder kurz danach die jüdische Gemeinde in den Mauerring der Stadt holte.

### Zweite Synagoge
Dadurch war auch ein Synagogenneubau erforderlich, der ab etwa 1100 an der Stelle erfolgte, an der heute die Ruine steht. Er wurde am 21. September 1104 eingeweiht. Das Gebäude war damals ein flach gedeckter, einschiffiger Saalbau.
Eine Brandspur im Baubefund wird mit dem Pogrom von 1196 im Verlauf des Kreuzzugs Heinrich VI. in Verbindung gebracht. Der Wiederaufbau erfolgte um 1200.
Die Frauensynagoge, auch „Frauenschul“, wurde um 1250 südlich an die Synagoge angebaut. 40 Jahre zuvor war in Worms erstmals eine eigene Synagoge für Frauen errichtet worden – diesem Vorbild folgte die jüdische Gemeinde in Speyer mit ihrem Bau. Gleichzeitig erneuerte die Gemeinde die bestehende Synagoge in gotischen Formen. In die Südwand zur Frauenschul hin wurden sechs teilweise heute noch sichtbare Hörschlitze eingefügt, damit die Frauen im Nachbarraum den Gottesdienst mithören und ihre eigenen Gebete und Gesänge dem Ablauf anpassen konnten. Die Frauenschul wurde 1354 eingewölbt, wodurch ein zweischiffiger und vierjochiger Innenraum entstand. Dabei wurde auch die Ostwand erneuert.
Nach mehrfacher Vertreibung und Rückkehr der Juden aus und nach Speyer ging die Gemeinde ein. Spätestens 1529 lebten hier keine Juden mehr. Die Synagoge wurde profaniert und als städtisches Zeughaus genutzt, teilweise abgetragen und spätestens in dem großen Stadtbrand im Pfälzischen Erbfolgekrieg 1689 zerstört.
1899 wurde die Westwand teilweise abgebrochen, dabei zwei Fenster geborgen, die das Historische Museum der Pfalz in Speyer aufbewahrt. Heute stehen von der Synagoge noch die Ost- und ein Abschnitt der Westwand in größeren Teilen.
Die historische Synagoge gehört heute zu dem Ensemble des Judenhofs Speyer. Hier fanden zwischen 1965 und 1968 umfangreiche archäologische Grabungen statt. Anschließend wurde das Gelände gärtnerisch hergerichtet.

## Gebäude
Von dem als Saalbau konzipierten Gebäude sind die Umfassungsmauern teilweise erhalten. Gleichwohl gilt sie als die am besten erhaltene Synagoge aus dem frühen 12. Jahrhundert in Europa und als frühestes erhaltenes Beispiel einer Synagoge in dieser Bauform, eine Form, die über Jahrhunderte in Aschkenas prägend wurde.
Nach den Pogromen 1196 und 1349 und im 13. Jahrhundert fanden Umbauten statt, die das Gebäude zum einen wieder herstellten, es aber auch den damals modernen gotischen Formen anpassten, dabei wurden in der Ostwand zwei Fenster durch größere ersetzt. Von außen war die Synagoge vermutlich verputzt, darauf lassen kleinste Putzreste auf den Außenmauern schließen.
Die Wände der Männer-Synagoge bestehen aus Kleinquadern, die der Frauensynagoge aus Backstein. Die Westwand wurde in sekundärer Verwendung zugleich die Ostwand des Hauses „Judenbadgasse 3“ und blieb so erhalten. Aus der Zeit um 1200 stammen die – ursprünglich auf beiden Giebelseiten verbauten – Okuli, von denen das in der Ostwand erhalten blieb, ebenso wie Spuren der Tora-Nische in der Ostwand.
Die Frauenschul war ein Hallenbau. Im Inneren gab es gemauerte Sitzbänke an Nord-, Süd- und Ostwand, in der Westwand befand sich der heute nicht mehr erhaltenen Eingang.
An der Ostwand der Synagoge war eine Jeschiwa angebaut. Sie datiert in die erste Hälfte des 14. Jahrhunderts, hatte einen quadratischen Grundriss und war mit einem Kreuzgewölbe überspannt. Die Jeschiwa besteht heute nur noch als Bodendenkmal und in der Ostwand der Synagoge sind Bauanschlüsse zu erkennen. Die Fundamente des Gebäudes kamen 1997/98 bei einer archäologischen Ausgrabung zutage.